# Ejendomsmægler
En ejendomsmægler er en person eller forretning, der ernærer sig ved formidling af ejendomshandel. Betegnelsen ejendomsmægler er beskyttet og må kun benyttes af dem, der er registreret i Ejendomsmæglerregistret.
Der tre betingelser for registrering:
- Bestået uddannelse til ejendomsmægler
- Ansættelse på fuld tid i mindst to år i en ejendomsmæglervirksomhed med arbejdsopgaver, der kan antages at have givet et praktisk kendskab til ejendomsformidling eller anden beskæftigelse med tilsvarende kunnen.
- En forsikringsordning, som bl.a. kan opnås via medlemskab af Dansk Ejendomsmæglerforening.

Det er kun ejendomsmæglere, der må drive sin egen ejendomsmæglervirksomhed.
Nogle af de største danske ejendomsmæglerkæder er EDC, Home og Nybolig til private købere, hvor Colliers er en af de største til erhvervshandel. Der er også flere boligkøbere som anvender ejendomsmæglere til køberrådgivning. Disse ejendomsmæglere betegnes ofte som købermægler eller køberrådgiver. Køberrådgivning er som begreb stadig nyt i Danmark, men er mere udbredt i andre europæiske lande og USA.